# システム工学部
システム工学部（しすてむこうがくぶ、英語: Faculty of Systems Engineering）は、システム工学の教育研究を目的とした学部である。

## 概要
既存の工学部周辺分野との学際領域や融合領域を意識した教育研究を打ち出すためにシステム工学の名を冠している。
- 和歌山大学の例では、以下の通り。
  - システム工学科情報通信システムコース

情報通信に関する基礎知識やプログラミング技術、問題発見・解決能力、英語の能力、プレゼンテーション能力、技術者倫理の習得をはじめ、幅広い領域の知識を身につけた人材を育成する。
- システム工学科光メカトロニクスコース

最先端機器を構成するために不可欠な要素技術や応用技術を講義や実験を通して教育することで、複合的な応用力・実践力を身につけたエンジニアを育てる。
- システム工学科精密物質コース

物質に関する基本的法則から先端的知識までを学ぶとともに研究開発に関する基礎技術と健全な物質観・倫理観を身につけた技術者・研究者を育成する。
- システム工学科環境システムコース

ひと、まち、山林、河川などをフィールドとした実践的な演習を重視したカリキュラムのもとで、確かな基礎力と豊かな応用力のある環境エンジニアを育成する。
- システム工学科デザイン情報コース

最新の情報科学とヒューマンサイエンスの教育と研究を通じ、情報とデザインの融合による新しい可能性を探求するとともに、豊かな感性と論理的思考能力を備え国内外で活躍できる人材を育てる。
- 大阪産業大学システム工学部 システム工学科 - 2025年度開設
- 中京大学生命システム工学部 - 2004年設置、2008年募集停止。
- 公立諏訪東京理科大学システム工学部 - 2002年（平成14年）4月、諏訪東京理科大学へ改組転換時に開設するが、公立化に伴い、工学部に改組
- 芝浦工業大学システム理工学部 - 2009年に芝浦工業大学システム工学部から変更